# CTAG2
CTAG2 (англ. Cancer/testis antigen 2) – білок, який кодується однойменним геном, розташованим у людей на довгому плечі X-хромосоми. Довжина поліпептидного ланцюга білка становить 210 амінокислот, а молекулярна маса — 21 061.
| 10         |  | 20         |  | 30         |  | 40         |  | 50         |
| ---------- |  | ---------- |  | ---------- |  | ---------- |  | ---------- |
| MQAEGQGTGG |  | STGDADGPGG |  | PGIPDGPGGN |  | AGGPGEAGAT |  | GGRGPRGAGA |
| ARASGPRGGA |  | PRGPHGGAAS |  | AQDGRCPCGA |  | RRPDSRLLQL |  | HITMPFSSPM |
| EAELVRRILS |  | RDAAPLPRPG |  | AVLKDFTVSG |  | NLLFMSVRDQ |  | DREGAGRMRV |
| VGWGLGSASP |  | EGQKARDLRT |  | PKHKVSEQRP |  | GTPGPPPPEG |  | AQGDGCRGVA |
| FNVMFSAPHI |  |            |  |            |  |            |  |            |

A: Аланін

C: Цистеїн

D: Аспарагінова кислота

E: Глутамінова кислота

F: Фенілаланін

G: Гліцин

H: Гістидин

I: Ізолейцин

K: Лізин

L: Лейцин

M: Метіонін

N: Аспарагін

P: Пролін

Q: Глутамін

R: Аргінін

S: Серин

T: Треонін

V: Валін

Задіяний у такому біологічному процесі, як альтернативний сплайсинг. 